# Vivian Schmitt
Vivian Schmitt, także Anna B. (ur. 31 marca 1978 w Bydgoszczy) – niemiecka aktorka filmów pornograficznych, polskiego pochodzenia.

## Życiorys
Urodziła się w Bydgoszczy. Dorastała w Berlinie, gdzie w 2001 w wieku 23 lat rozpoczęła karierę w branży filmów porno.
Na początku pod pseudonimem Anna B. Brała udział w scenach seksu klasycznego, bukkake, seksu analnego, fisting, ass to mouth, pissing i podwójnej penetracji. Jej ekranowymi partnerami byli m.in.: Hakan Serbes, Horst Baron, Mick Blue, Steve Holmes i Titus Steel.
Pojawiła się też na okładkach czasopism takich jak „Maxim” czy „Praline”.
W 2004 otrzymała nagrodę Venus Award dla najlepszej debiutantki, rok i dwa lata później zdobyła nagrody Eroticline Award dla najlepszej aktorki niemieckiej, a w 2007 roku Eroticline Award za najlepszy pokaz na żywo.
Wystąpiła jako Sukkub w horrorze Unrated: The Movie (2009) czołowych niemieckich twórców tego nurtu: Andrew Schnaasa i Timo Rose'a oraz dramacie Gegengerade – Niemand siegt am Millerntor (2011) z Moritzem Bleibtreu i Mario Adorfem.

## Nagrody i wyróżnienia
| Rok  | Nagroda                    | Kategoria                               |
| ---- | -------------------------- | --------------------------------------- |
| 2004 | Venus Award                | Najlepsza debiutantka                   |
| 2005 | Venus Award                | Najlepsza aktorka niemiecka             |
| 2005 | European X Awards-Brussels | Najlepsza aktorka niemiecka             |
| 2006 | Eroticline Award           | Najlepsza aktorka niemiecka             |
| 2007 | Eroticline Award           | Najlepszy pokaz na żywo                 |
| 2007 | Eroticline Award           | Nagroda za całokształt pracy            |
| 2009 | Eroticline Award           | Najlepsza aktorka niemiecka (Videorama) |
| 2017 | DVDerotik Award            | Hall of Fame                            |